# Молла Хюсрев
Молла́ Хюсре́в (осман. ملا خسرو‎, тур. Molla Hüsrev; ум. 1480, Стамбул) — шейх-уль-ислам Османской империи в правление султана Мехмеда II.

## Биография
Молла Хюсрев при рождении носил имя Мехмед; он был сыном Ферамурза, одного из вождей туркменского племени Варсак. После смерти отца Мехмеда взял на воспитание дядя Хюсрев вместе со своей супругой, которая приходилась сестрой отцу Мехмеда. Он получил лакаб Хюсрев Кайны (тур. Hüsrev kaynı).
Хюсрев получил образование в Румелии и в Эдирне у учёных Бурханеддина Хайдара Хереви, Моллы Йегана и Шейха Хамзы. Получив образование, Молла Хюсрев работал мударрисом в медресе Эдирне до 1444 года. В том же году Хюсрев был назначен казаскером, в 1446 году султан Мурад II назначил его кадием Эдирне. О части его жизни после восшествия на престол Мехмеда II неизвестно, вполне вероятно он не занимал никаких должностей.
Во время осады Константинополя Молла Хюсрев входил в свиту Мехмеда II. В 1459 году Молла Хюсрев был назначен кадием Стамбула и получил должность кадия Галаты и Ускюдара. Молла Хюсрев был назначен мударрисом мечети Айя-София. В 1460 году Молла Хюсрев был назначен шейх-уль-исламом, которую затем с 1474 года совмещал с должностью муфтия Стамбула. Недалеко от мечети Эмира Султана в Бурсе он купил землю и построил там медресе Хюсрев.
Молла Хюсрев пользовался большим уважением в глазах общественности за свою благотворительную деятельность. Скончался в 1480 году в Стамбуле, его тело было доставлено в Бурсу и похоронено на кладбище около медресе Хюсрев.